# Amesoeurs
Amesoeurs foi uma banda de blackgaze com influências pós-punk, formada na cidade de Bagnols-sur-Cèze, na França, em 2004, pelo guitarrista e vocalista Neige, do Alcest, a baixista e vocalista Audrey Silvain do Peste Noire e o guitarrista Fursy Teyssier, do Les Discrets, com a adição de Jean Deflandre, baterista deste último, sob o nome de Winterhalter. Mais tarde, Fursy contribuiria para o Alcest e Audrey para a primeira banda de Neige, Peste Noire.
O tema mais explorado pela banda é a melancolia da vida moderna, assim como a solidão da cidade grande. O nome da banda vem do francês âmes sœurs, algo como almas gêmeas. Após o lançamento do único álbum de estúdio da banda, a mesma terminou devido a tensões pessoais e ao desejo de Neige de prosseguir com sua banda Alcest.

## Integrantes
- Neige – vocal, guitarra, baixo, sintetizador (2004–2009), bateria (2004–2007)
- Audrey Sylvain – vocal, baixo, piano (2004–2009)
- Fursy Teyssier – guitarra, baixo (2004, 2008–2009)
- Winterhalter – bateria (2007–2009)

## Discografia

### Álbuns de estúdio
- Amesoeurs (2009)

### EPs
- Ruines humaines (2006)

### Splits
- Valfunde / Les ruches malades (2007)